# Stenoleon navasi
Stenoleon navasi is een insect uit de familie van de mierenleeuwen (Myrmeleontidae), die tot de orde netvleugeligen (Neuroptera) behoort. 
Stenoleon navasi is voor het eerst wetenschappelijk beschreven door New in 1985.